# Kurt Felix
Kurt Paul Felix (Wil (Sankt Gallen), 27 de març de 1941 - Sankt Gallen, 16 de maig de 2012) va ser un periodista i presentador de televisió suís.

## Biografia
De ben jove va començara escriure obres per radioteatre i entrevistes a famosos el 1960 a Hallo Teenager de l'Österreichischer Rundfunk. Després del servei militar es va presentar a la televisió alhora que des de 1962 treballava com a professor. El 1965 va entrar a treballar a jornada completa a la televisió suïssa SF DRS i esdevingué primer editor del Departament de cultura i ciència. El 1973 fou cap departament de jocs i concursos i el 1978 del d'entreteniment, on va elaborar en la dècada programes com Stöck-Wys-Stich, Grüezi Mitenand o Teleboy. El programa és considerat predecessor de Surprise, Surprise.
Felix i la seva esposa, la cantant Paola Del Medico, presentaren Verstehen Sie Spaß?, un programa de càmera oculta a la cadena de televisió alemanya ARD entre 1981 i 1990. Cada episodi atreia prop de 30 milions d'espectadors a Europa central. Va desenvolupar diversos formats de televisió populars a Alemanya i Suïssa com Stöck-Wys-Stich el 1968 (un dels primers programes interactius del món) o That's TV (premi Chaplin a la Rose d'Or);
Des del 1991 es va posar darrera de les càmeres. Va desenvolupar l'espectacle del dissabte a la nit Ein roter Teppich für … i va ser un consultor del programa “Verstehen Sie Spaß?”. Va fer de columnista de televisió, entre d'altres, a Schweizer Illustrierte, SonntagsBlick i St. Galler Tagblatt, abans de retirar-se professionalment el 2008.
El 24 de juny de 2011 va ser guardonat amb el premi Schweizer Fernsehpreis per la seva carrera a Zuric. El premi li van lliurar els seus amics Frank Elstner i Karl Dall.
Fèlix va morir a Sankt Gallen a causa d'un timoma el 16 de maig de 2012.